# Bet-at-home Cup Kitzbühel 2011
La Bet-at-home Cup 2011 è stata un torneo di tennis maschile giocato sulla terra rossa. Si trattava della 66ª edizione dell'evento in passato noto come Austrian Open Kitzbühel, appartenente alle ATP World Tour 250 series nell'ambito dell'ATP World Tour 2011. Si è giocato al Tennis Stadium Kitzbühel di Kitzbühel, in Austria, dal 1º al 7 agosto 2011.

## Partecipanti

### Teste di serie
| Nazione   | Giocatore             | Ranking* | Testa di serie |
| --------- | --------------------- | -------- | -------------- |
| Argentina | Juan Ignacio Chela    | 21       | 1              |
| Spagna    | Feliciano López       | 24       | 2              |
| Croazia   | Ivan Ljubičić         | 32       | 3              |
| Italia    | Fabio Fognini         | 38       | 4              |
| Germania  | Philipp Kohlschreiber | 42       | 5              |
| Italia    | Andreas Seppi         | 44       | 6              |
| Spagna    | Marcel Granollers     | 45       | 7              |
| Spagna    | Pablo Andújar         | 47       | 8              |

*Le teste di serie sono basate sul ranking al 26 luglio 2011. 

### Altri partecipanti
I seguenti giocatori hanno ricevuto una wildcard per il tabellone principale:
- Dominic Thiem
- Thomas Muster
- Javier Martí

I seguenti giocatori sono passati dalle qualificazioni:

- Daniel Brands
- Jerzy Janowicz
- João Souza
- Antonio Veić

## Campioni

### Singolare
Robin Haase ha battuto in finale  Albert Montañés per 6–4, 4–6, 6–1
- È il primo titolo in carriera per Haase.

### Doppio
Daniele Bracciali /  Santiago González hanno battuto in finale  Franco Ferreiro /  André Sá, 7–6(1), 4–6, [11–9]